# Saintonge

wapenschild van Saintonge

Saintonge was tot aan de Franse Revolutie een van de provincies van Frankrijk, een van de tamelijk kleine zelfstandige gebieden, gelegen aan de Atlantische kust tegenover het Île de Ré.  Saintonge grensde aan de Golf van Biskaje in het westen en aan de provinciën Aunis, Poitou en in het noorden, Angoumois in het oosten en Guyenne in het zuiden.
In 1790 werd de provincie opgeheven en samen met de provincie Aunis grotendeels opgenomen in het departement Charente-Inférieure, nu de Charente-Maritime. Een ander deel kwam in het departement Charente terecht.
De naam Saintonge komt van de Keltische stam de Santones. In de Romeinse tijd was hun civitas een provincie van het hertogdom Aquitanië. In de vroege middeleeuwen waren de voornaamste heren die van Saintes, Saint-Jean-d'Angély, Cognac, Jarnac en Jonzac. In de zesde eeuw is er voor het eerst sprake van een graafschap Saintonge. Het gebied wordt Engels in de 12e eeuw en weer Frans in 1375.
Saintonge was een belangrijk centrum van verzet tegen Parijs, zowel ten tijde van de hugenoten als ten tijde van de Terreur.

Verdeling van de Saintonge over huidige departementen.